# Sant'Eugenio (diaconia)
Sant'Eugenio (in latino: Diaconia Sancti Eugenii Papae) è una diaconia istituita da papa Giovanni XXIII il 12 marzo 1960 con la costituzione apostolica Sacra maiorum.
Ne è titolare il cardinale Julián Herranz Casado, già presidente della Commissione disciplinare della Curia romana.
Il titolo insiste sulla basilica di Sant'Eugenio, nel quartiere Pinciano, sede parrocchiale istituita il 16 marzo 1951.

## Titolari
- Antonio Bacci (31 marzo 1960 - 20 gennaio 1971 deceduto)
- Umberto Mozzoni (5 marzo 1973 - 2 febbraio 1983); titolo pro illa vice (2 febbraio - 7 novembre 1983 deceduto)
- Paul Poupard (25 maggio 1985 - 29 gennaio 1996 nominato cardinale presbitero di Santa Prassede)
- Francesco Colasuonno (21 febbraio 1998 - 31 maggio 2003 deceduto)
- Julián Herranz Casado (21 ottobre 2003 - 12 giugno 2014); titolo pro hac vice dal 12 giugno 2014